# Michael M.J. Fischer
Michael M.J. Fischer – amerykański profesor nauk humanistycznych fundacji Andrew W. Mellona, profesor antropologii i nauk technologicznych w Massachusetts Institute of Technology, a także wykładowca w departamencie zdrowia i medycyny społecznej w Harvard Medical School.
Prowadził badania antropologiczne na Karaibach (Jamajka), Bliskim Wschodzie (Iran), Azji Południowej (Indie) i Południowo-Wschodniej (Singapur), oraz w USA gdzie zajmował się zmianą społeczną i religiami (protestanckimi i rdzennymi karaibskimi na Jamajce; zaratustriańskimi; Szyitami, Bahaitami i Żydami w Iranie; Dźinistami i Parsami w Indiach). Badał kupców, rzemieślników i rolników w Iranie, na Jamajce i w Antwerpii; procesy rewolucyjne w Iranie; kinematografię polską, indyjską oraz irańską; środowiska naukowców, inżynierów i lekarzy w Indiach, Iranie, Singapurze i Stanach Zjednoczonych. Wykłada teorię społeczną, etnografię, antropologię filmu, prowadzi także kursy na temat etyki w naukach przyrodniczych i biotechnologii, oraz kwestii prawnych i etycznych na polu technologii XXI wieku. Studiował geografię i filozofię na Uniwersytecie Johnsa Hopkinsa (B.A. 1967), antropologię społeczną i filozofię na London School of Economics, antropologię na Uniwersytecie w Chicago. Po skończeniu studiów wykładał na Uniwersytecie w Chicago, jak również na Harvardzie i Uniwersytecie Rice’a (pełnił tam funkcję dyrektora Centrum Studiów nad Kulturą) zanim przeniósł się do Massachusetts Institute of Technology.

## Wybrane prace
- Zoroastrian Iran Between Myth and Praxis (PhD, Chicago, 1973)
- Iran: From Religious Dispute to Revolution (Harvard, 1980)
- Mute Dreams, Blind Owls, and Dispersed Knowledges: Persian Poesis in the Transnational Circuitry (Duke, 2004)